# Quận Lee, South Carolina
Quận Lee là một quận trong bang Nam Carolina. Theo điều tra dân số năm 2000, quận có dân số 20.119 người, năm 2005, ước tính dân số quận là 20.638 người,  Quận lỵ đóng ở Bishopville.6  Quận được đặt tên theo Robert E. Lee.

## Địa lý
Theo Cục điều tra dân số Hoa Kỳ, quận có tổng diện tích 411 dặm Anh vuông (1.065 km²), trong đó, 410 dặm Anh vuông (1.063 km²) là diện tích đất và 1 dặm Anh vuông (3 km²) trong tổng diện tích (0,24%) là diện tích mặt nước.

### Các quận giáp ranh
- Quận Darlington, Nam Carolina - Đông bắc
- Quận Florence, Nam Carolina - Đông
- Quận Sumter, Nam Carolina - Nam
- Quận Kershaw, Nam Carolina - Tây bắc

## Thông tin nhân khẩu
Theo cuộc điều tra dân số2 tiến hành năm 2000, quận này có dân số 20.119 người, 6.886 hộ, và 4,916 gia đình sinh sống trong quận này. Mật độ dân số là 49 người trên mỗi dặm Anh vuông (19/km²). Đã có 7.670 đơn vị nhà ở với một mật độ bình quân là 19 trên mỗi dặm Anh vuông (7/km²).  Cơ cấu chủng tộc của dân cư sinh sống tại quận này gồm 35,03% người da trắng, 63,56% người da đen hoặc người Mỹ gốc Phi, 0,13% người thổ dân châu Mỹ, 0,19% người gốc châu Á, 0,59% từ các chủng tộc khác, và 0,49% từ hai hay nhiều chủng tộc.  1,31% dân số là người Hispanic hoặc người Latin thuộc bất cứ chủng tộc nào.
Có 6,886 hộ trong đó có 32,70% có con cái dưới tuổi 18 sống chung với họ, 43,00% là những cặp kết hôn sinh sống với nhau, 23,80% có một chủ hộ là nữ không có chồng sống cùng, và 28,60% là không gia đình. 25,90% trong tất cả các hộ gồm các cá nhân và 10,60% có người sinh sống một mình và có độ tuổi 65 tuổi hay già hơn.  Quy mô trung bình của hộ là 2,68 còn quy mô trung bình của gia đình là 3,23,
Cơ cấu độ tuổi dân cư quận này như sau 25,80% dưới độ tuổi 18, 10,00% từ 18 đến 24, 29,20% từ 25 đến 44, 22,60% từ 45 đến 64, và 12,40% người có độ tuổi 65 tuổi hay già hơn.  Độ tuổi trung bình là 36 tuổi. Cứ mỗi 100 nữ giới thì có 101,40 nam giới. Cứ mỗi 100 nữ giới có độ tuổi 18 và lớn hơn thì, có 101,10 nam giới.
Thu nhập bình quân của một hộ ở quận này là $26,907, và thu nhập bình quân của một gia đình ở quận này là $34,209, Nam giới có thu nhập bình quân $26,512 so với mức thu nhập $18,993 đối với nữ giới. Thu nhập bình quân đầu người của quận là $13,896, Khoảng 17,70% gia đình và 21,80% dân số sống dưới ngưỡng nghèo, bao gồm 25,60% những người có độ tuổi 18 và 27,90% là những người 65 tuổi hoặc già hơn.

## Thành phố và thị xã
- Bishopville
- Lynchburg